# Сокиринский парк
Сокиринский парк — парк-памятник садово-паркового искусства общегосударственного значения, расположенный на территории Прилукского района (Черниговская область, Украина). Парк создан 29 мая 1960 года. Площадь — 40 га. Находится под контролем Сокиринский СПТУ-36. Является частью парка 19 века площадью 427 га, который входит Сокиринский дворцово-парковый ансамбль.

## История
Решением исполкома Черниговского областного совета народных депутатов от 08.09.1958 № 861 200-летнему платану в парке присвоен статус ботанического памятника природы местного значения под названием Уникальное дерево-экзот площадью 0,01 га.
Решением Совета министров УССР от 29.05.1960 года № 105 части парка присвоен статус парк-памятник садово-паркового искусства республиканского значения под названием Сокиринский парк площадью 40 га.
Решением исполкома Черниговского областного совета народных депутатов от 27.04.1964 № 236 клёну белому (Шевченковский явор) в парке присвоен статус ботанического памятника природы местного значения под названием Сокиринский явор площадью 0,01 га.
Решением исполкома Черниговского областного совета народных депутатов от 16.07.1968 № 389 другой части парка присвоен статус ботанический заказник местного значения под названием Галагановый заказник (урочище «парк Галагана») площадью 350 га — квартал 19-34 Сокиринского лесничества (ГП Прилукский лесхоз).

## Описание
Первоначально планирование было создано в 1823-1825 года садовником И. Е. Бистельдом с участием архитектора П. А. Дубровского. В 1826-1831 года работами руководил Редель, затем Христиани, Яничек. Парк-памятник садово-паркового искусства был создан с целью сохранения и охраны парка, созданного в 19 веке на базе векового дубравного леса. Сейчас к парковой растительности относят свыше 40 пород.
Парк ансамбля 19 века имеет общую площадь 427 га и разделен прудом на реке Утка. Парк правого берега — территория лицея — площадью 77 га (из которых 40 га парк-памятник садово-паркового искусства), правого — Галагановый ботанический заказник (урочище «парк Галагана») площадью 350 га. В границах парка-памятника садово-паркового искусства расположены два памятника природы: Сокиринский явор и Уникальное дерево-экзот. В восточном направлении от дворца через парк к селу вела прямая аллея, на которой были расположены две церкви и колокольня (не сохранились). Рядом находится оранжерея с теплицами — единственный на Левобережной Украине комплекс сооружений данного типа, что сохранился. Парк правого берега дополнен такими архитектурными элементами: ротонда-беседка (изначально было две, одна не сохранилась), два мостика (Красный и Готический), колодец, плотина, скульптуры. Композиционными составляющими парка являются пруд, вырытый по течению реки Утка, «Святая долина» — удлинённая долина с крутыми склонам, поросшими густой древовидной растительностью.
Сейчас территория парка застроена второстепенным сооружениями, отдельные парковые участки засажены регулярными лесомелиоративными насаждениями, что нарушает структуру и объёмно-пространственную композицию парка.
Ближайший населённый пункт — село Сокиринцы Сребнянского района Черниговской области Украины, город — Прилуки.

## Природа
Растительность парка представлена такими породами деревьев дуб, берёза, берест, липа, тополь белый, граб, клён остролистый, модрина, ель, сосна обычная и чёрная, каштан. Кустарники наиболее представлены таволгой. Сохранились 200-летний платан и три дерева западного бука, клён белый (Шевченковский явор).